# Abiola Ajimobi
Isiaka Abiola Ajimobi (Ajimobi de Ibadan, Ibadan;  16 de diciembre de 1949 - 25 de junio de 2020) fue un político nigeriano del Estado de Oyo, en el suroeste de Nigeria. 
Fue Director Gerente / Director Ejecutivo de la Compañía Nacional de Comercialización de Petróleo y Químicos, una subsidiaria de Shell Petroleum, Nigeria. Abandonó el sector petrolero en 2002 después de veintiséis años, y fue elegido senador de la República de Nigeria en 2003 en representación del Distrito Senatorial Sur de Oyo en la plataforma de la Alianza para la Democracia (AD). Después de un período en el Senado, impugnó en 2007 la gobernación del estado de Oyo bajo la bandera del Partido Popular de Toda Nigeria, una oferta que perdió. Volvió a disputar en las elecciones de abril de 2011 bajo el Congreso de Acción de Nigeria y fue elegido gobernador del estado de Oyo en una votación muy disputada.

## Primeros años
Nació el 16 de diciembre de 1949 en el Ajimobi de Ibadan en Oja-Iba, Ibadan. Su abuelo era Sobaloju de Ibadan Land (jefe de la corte real de Ibadan). Su tío Ajimobi fue ministro de obras y transporte en la Región Occidental. Su padre, Pa Ajimobi, también era un miembro honorable de la Cámara de la Asamblea en la región del Viejo Oeste. Comenzó su educación en la escuela primaria Saint Patricks, Oke-Padre en Ibadan. Completó su educación primaria en la escuela primaria del Ayuntamiento de Ibadan, Aperin. Su educación secundaria fue en la escuela secundaria Lagelu. Como estudiante de secundaria, era activo en atletismo, tenis de mesa y fútbol, incluso sirvió como prefecto de juegos de la escuela.
Realizó estudios universitarios en los Estados Unidos, donde estudió Administración de Empresas y Finanzas en la Universidad Estatal de Nueva York, en Buffalo, Nueva York, donde se graduó con una licenciatura en ciencias. Su MBA fue en Investigación de Operaciones y Marketing con especialización en Finanzas en el Governors State University, University Park, Illinois.
En 1980, se casó con Florence Ajimobi y tuvieron cinco hijos. Su hija mayor es Abisola Kola-Daisi.

## Carrera política
En 2003, fue nombrado senador de la República de Nigeria. Ajimobi fue un oficial principal en el Senado, sirviendo como el líder adjunto de la minoría del Senado. En 2007, impugnó las elecciones para gobernador bajo el amparo del Partido de Todos los Pueblos de Nigeria, pero perdió. Volvió a presentarse en 2011 en el marco del Congreso de Acción de Nigeria y ganó.
Impugnó un segundo mandato en unas elecciones que tuvieron lugar el 11 de abril de 2015. Impugnó la reelección de dos de sus predecesores en el cargo, Christopher Alao Akala y Rashidi Adewolu Ladoja. Fue la primera persona en ocupar el cargo de Gobernador dos veces y también en sucesión. Fue declarado ganador de las elecciones de gobernador del estado de Oyo por la Comisión Electoral Nacional Independiente.
Fue elegido candidato del Senado Sur por el Congreso Progresista de Oyo Sur el 28 de septiembre de 2018. El 9 de marzo de 2019, perdió el asiento del distrito senatorial Oyo Sur ante el Partido Democrático del Pueblo (Nigeria) Kola Balogun.

## Fallecimiento
Falleció a los setenta años el 25 de junio de 2020, en el First Cardiology Hospital de Ikoyi en Lagos, donde estaba ingresado. La causa del deceso fue un síndrome de disfunción multiorgánico a consecuencia de una infección por SARS-CoV-2 causante de la COVID-19.